# Trey Anastasio

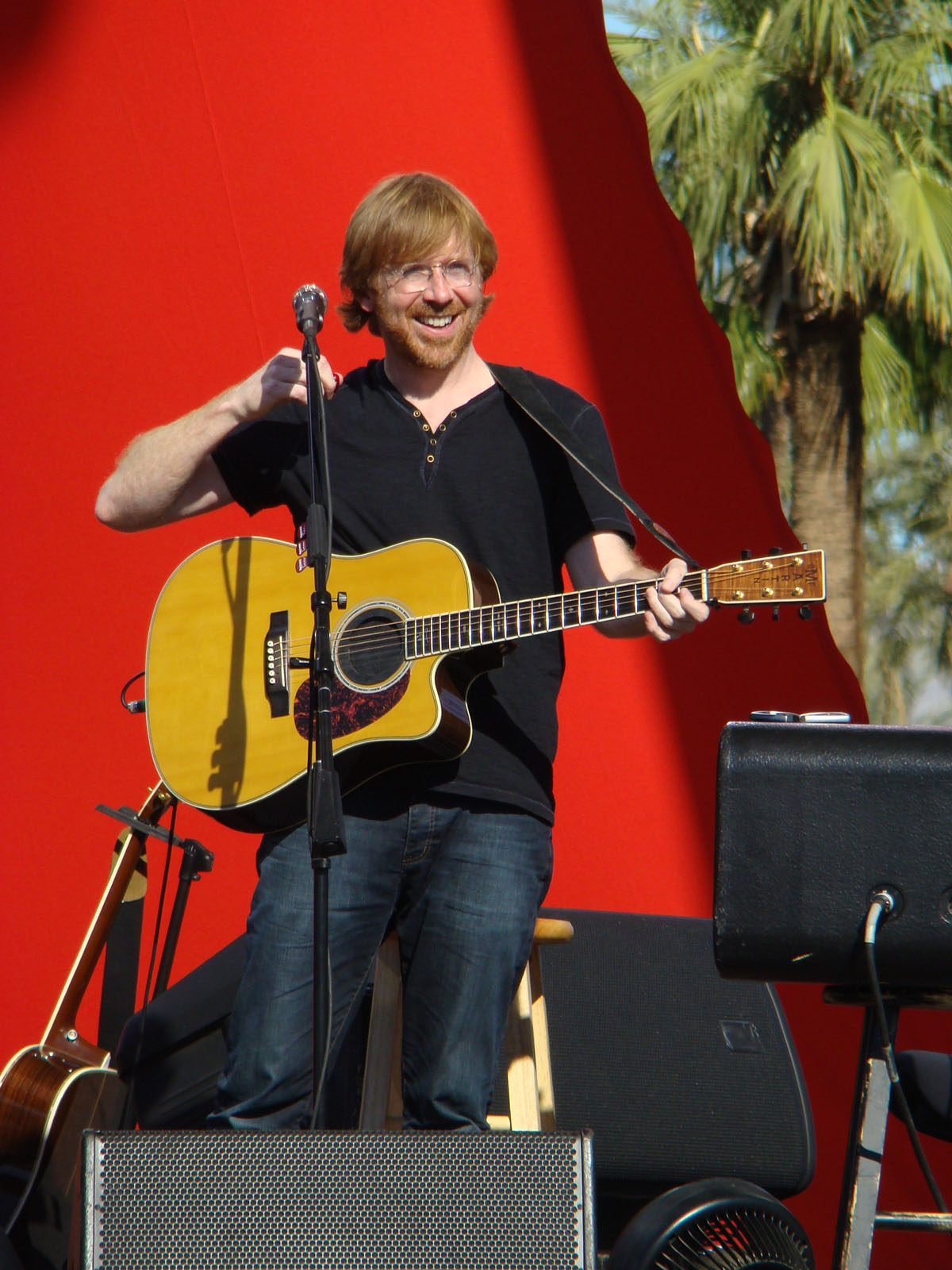
Trey Anastasio (2009)

Trey Anastasio (* 30. September 1964 in Fort Worth, Texas; gebürtig Ernest Joseph Anastasio III) ist ein US-amerikanischer Gitarrist. Bekannt wurde er mit der Band Phish, in der er auch Sänger und Hauptkomponist ist. Anastasio wurde von der Zeitschrift Rolling Stone auf den 73. Platz der „100 größten Gitarristen“ gewählt.

## Werdegang
Anastasio, dessen Name vom griechischen Wort für Auferstehung stammt, begann zuerst, Schlagzeug zu spielen und wechselte als Teenager zur Gitarre. Seine Mutter Dina, mit der er als Kind Lieder schrieb, war Autorin des Sesame Street Magazines. Auf der weiterführenden Schule begann er, Musik mit Klassenkameraden zu schreiben. Einige dieser Lieder gingen später im Phish-Repertoire auf (z. B.: Golgi Apparatus).
1983 ging er an die University of Vermont, um Philosophie zu studieren. Hier traf er Jon Fishman (* 1965), Mike Gordon (* 1965) und Jeff Holdsworth (* 1963), der Phish 1983 gegründet hatte. Kurz nachdem Keyboarder Page McConnell (* 1963) 1985 Mitglied von Phish geworden war, verließ Holdsworth die Band.
Parallel startete Anastasio eine langjährige Zusammenarbeit mit dem Komponisten Ernie Stires (1925–2008), der ihn auch in Komposition und Arrangement unterrichtete. Anastasio erlangte 1988 einen Abschluss in Creative Writing.
2000 gründete Anastasio die kurzlebige Band Oysterhead mit The-Police-Schlagzeuger Stewart Copeland sowie Primus-Bassist Les Claypool. Weiter spielte er mit Michael Rays Cosmic Krewe.

## Privates
Anastasio heiratete 1994 Susan Eliza Statesir. Sie haben zwei Töchter.

## Diskografie (Auswahl)

### Alben
| Jahr | Titel                            | Höchstplatzierung, Gesamtwochen, AuszeichnungChartplatzierungen (Jahr, Titel, Platzierungen, Wochen, Auszeichnungen, Anmerkungen) | Höchstplatzierung, Gesamtwochen, AuszeichnungChartplatzierungen (Jahr, Titel, Platzierungen, Wochen, Auszeichnungen, Anmerkungen) | Höchstplatzierung, Gesamtwochen, AuszeichnungChartplatzierungen (Jahr, Titel, Platzierungen, Wochen, Auszeichnungen, Anmerkungen) | Höchstplatzierung, Gesamtwochen, AuszeichnungChartplatzierungen (Jahr, Titel, Platzierungen, Wochen, Auszeichnungen, Anmerkungen) | Anmerkungen              |
| Jahr | Titel                            | DE | AT | CH | US | Anmerkungen              |
| ---- | -------------------------------- | --- | --- | --- | --- | ------------------------ |
| 2002 | Trey Anastasio                   | — | — | — | US45 (5 Wo.)US |                          |
| 2003 | Plasma                           | — | — | — | US102 (1 Wo.)US |                          |
| 2005 | Shine                            | — | — | — | US64 (2 Wo.)US |                          |
| 2006 | Bar 17                           | — | — | — | US102 (1 Wo.)US |                          |
| 2007 | The Horseshoe Curve              | — | — | — | US167 (1 Wo.)US |                          |
| 2012 | Traveler                         | — | — | — | US51 (1 Wo.)US |                          |
| 2015 | Paper Wheels                     | — | — | — | US181 (1 Wo.)US |                          |
| 2021 | Layla Revisited (Live at Lockn’) | DE17 (6 Wo.)DE | AT42 (1 Wo.)AT | CH17 (6 Wo.)CH | — | mit Tedeschi Trucks Band |

Weitere Alben
- One Man’s Trash (1998)
- Trampled By Lambs and Pecked by the Dove (mit Tom Marshall, 2000)
- Seis de mayo (2004)
- Trey Anastasio with Special Guests Carlos Santana (live in San Francisco, DVD, 2004)
- Original Boardwalk Style (Livealbum, 2008)
- Time Turns Elastic (2009)
- Tab at the Tab (2010)

## Belege
1. ↑  Rolling Stone: 100 greatest guitarists: David Fricke’s picks – 73 Trey Anastasio
2. ↑  Chartquellen: DE AT CH US-Charthistorie

| Personendaten    | Personendaten                              |
| ---------------- | ------------------------------------------ |
| NAME             | Anastasio, Trey                            |
| ALTERNATIVNAMEN  | Ernest Joseph Anastasio III. (Geburtsname) |
| KURZBESCHREIBUNG | US-amerikanischer Gitarrist                |
| GEBURTSDATUM     | 30. September 1964                         |
| GEBURTSORT       | Fort Worth, Texas                          |